# Geraldine Page
Geraldine Page (n. 22 noiembrie 1924, Kirksville⁠(d), Missouri, SUA – d. 13 iunie 1987, New York City, New York, SUA) a fost o actriță americană de teatru și film, laureată a premiilor Oscar, BAFTA, Globul de Aur și David di Donatello.

## Filmografie selectivă
- 1952 Taxi, regia Gregory Ratoff (nemenționată)
- 1953 Hondo (Hondo), regia John Farrow
- 1961 Vară și fum (Summer and smoke), regia Peter Glenville
- 1962 Dulcea pasăre a tinereții (Sweet Bird of Youth), regia Richard Brooks
- 1963 Jucăriile de la mansardă (Toys in the Attic), regia George Roy Hill
- 1964 Dragă inimă (Dear Heart), regia Delbert Mann
- 1966 Trei surori (The Three Sisters), regia Paul Bogart
- 1966 Te-ai făcut băiat mare (You're a Big Boy Now), regia Francis Ford Coppola
- 1967 Der glücklichste Millionär (The Happiest Millionaire), regia Norman Tokar
- 1969 Ce i s-a întâmplat mătușii Alice (Whatever Happened to Aunt Alice?), regia Lee H. Katzin
- 1969 Trilogie (Trilogy), regia Frank Perry
- 1971 Claustrofobul (The Beguiled), regia Don Siegel
- 1972 Pete și Tillie (Pete'n Tillie), regia Martin Ritt
- 1975 Ziua lăcustei (The Day of the Locust), regia John Schlesinger
- 1977 Micii salvatori (The Rescuers),regia Wolfgang Reitherman - desene animate / voce
- 1978 Interior (Interiors), regia Woody Allen
- 1981 Autostrada mult visată (Honky Tonk Freeway), regia John Schlesinger
- 1982 Dansez cât pot de repede (I'm Dancing as Fast as I Can), regia Jack Hofsiss
- 1982 Die Blauen und die Grauen (The Blue and the Gray) mini serie TV
- 1984 Legile nescrise/Jocurile mafiei (The Pope of Greenwich Village), regia Stuart Rosenberg
- 1985 Mireasa (The Bride), regia Franc Roddam
- 1985 Nopți albe (White Nights), regia Taylor Hackford
- 1985 Călătorie la Bountiful (The Trip to Bountiful), regia Peter Masterson
- 1986 Fetița mea (My Little Girl)
- 1986 Fiu al acestei țări (Native Son), regia Jerrold Freeman